# Hans von Seebach
Hans von Seebach (* um 1380; † nach 1422) war Amtmann in Ziegenrück.

## Leben
Er stammte aus dem thüringischen Adelsgeschlecht derer von Seebach. Am 4. Juni 1422 weilte er u. a. neben Graf Oswalt von Truhendingen, Conrad von Aufseß, Hans von Sparneck, Erhart von Machwitz, Caspar von Waldenfels und Apel von Vitzthum der Ältere auf dem Schloss Schleiz, wo ein Landfriedensbündnis zur Sicherung der Landstraßen gegen Räuberei und Plackerei zwischen  Kurfürst Friedrich von Brandenburg und den Landgrafen Friedrich der Ältere, Wilhelm III. (Sachsen) und Friedrich der Jüngere von Thüringen abgeschlossen und gegenseitige Hilfe zugesagt wurde. Hans von Seebach musste sich verpflichten, dafür Sorge zu tragen, dass sein Nachfolger in der Funktion des Amtmanns in Ziegenrück sich in Hof zum abgeschlossenen Landfriedensbündnis bekannte.